# Боґдалув
Боґдалув (пол. Bogdałów) — село в Польщі, у гміні Брудзев Турецького повіту Великопольського воєводства.
Населення — 124 особи (2011).
У 1975-1998 роках село належало до Конінського воєводства.

## Демографія
Демографічна структура станом на 31 березня 2011 року:
|          | Загалом | Допрацездатний вік | Працездатний вік | Постпрацездатний вік |
| -------- | ------- | ------------------ | ---------------- | -------------------- |
| Чоловіки | 63      | 12                 | 43               | 8                    |
| Жінки    | 61      | 10                 | 32               | 19                   |
| Разом    | 124     | 22                 | 75               | 27                   |